# 360
360是在359和361之间的自然数。

## 在数学领域
- 合數，正因數有1、2、3、4、5、6、8、9、10、12、15、18、20、24、30、36、40、45、60、72、90、120、180和360。
質因數分解為{\displaystyle 2^{3}\times 3^{2}\times 5}。
- 第85個過剩數，真因數和為810，盈度為450。前一個為354、下一個為364。
  - 第86個半完全數，和為本身的其中一組因數為1、 2、 3、 4、 5、 6、 8、 9、 10、 12、 15、 18、 20、 24、 30、 36、 40、 45、 72。前一個為354、下一個為364。
- 第13個高合成數。前一個為240、下一個為720。
- 第97個十进制的哈沙德數。前一個為351、下一個為364。
- 十进制的奢侈數。
- 360是一个高合成数，即所有小于360的数中没有任何一个数拥有24个或更多的因数。不仅如此，小于720的数中都没有其他任何数字因数达到24个。360同时也是超高合成数、超过剩数和 5-平滑数。
- 360是最小的能够将所有除7以外的小于10的正整数整除的数。

- 前34个整数的欧拉函数φ(x)的和是360.

- 在角度制下，圆被分成360度。360°（=2πrad）可称作一转。角度制允许人们在不使用分数读数的情况下将圆等分成若干个扇形。在平面几何中很多角都被表示成角度。

- 360是两个孪生素数（179和181）的和。

## 在其他领域
- 360°为一个圆的一转，也就是纯八度。
- 在自由式滑雪、摩托车特技表演、冰舞和杂技等技巧性运动中，“360”（意味着360°）是旋转一周的动作的名字。
- “360度”可用于描述指某事物囊括很全面。
- 360可指中国一家互联网公司“奇虎360科技有限公司”或其产品（如360安全卫士、360安全浏览器等）的简称。
- 360°，香港無綫電視的一個音樂節目。
- 智富360°，香港無綫電視的一個財經資訊節目。
- 昂坪360
- 優品360，香港的連鎖零食店。
- 3hreeSixty
- 紅磡360
- 在美国，360是西华盛顿州（包括贝灵厄姆、阿伯丁、奥林匹亚）的电话区号。